# Artaxerxès V
Pour les articles homonymes, voir Artaxerxès.
Bessos ou Bessus (en grec ancien Βήσσος / Béssos) est le satrape de Bactriane sous le règne de Darius III. Il se proclame roi de Perse sous le nom d'Artaxerxès V après avoir assassiné le souverain achéménide en 330 av. J.-C. Il est exécuté sur ordre d'Alexandre le Grand en 329.

## Biographie

### Satrape et général
Apparenté à Darius III, il est fait satrape de Bactriane en 336 av. J.-C. À la bataille de Gaugamèles, en octobre 331 av. J.-C., Bessos commande la redoutable cavalerie lourde de Bactriane, alors située sur l'aile gauche de l'armée perse. La manœuvre d'enveloppement voulue par Darius échoue et les Perses sont vaincus après des heures de combats acharnés. Bessos fuit le champ de bataille en compagnie du roi et ils passent l'hiver à Ecbatane avec les restes de l'armée perse.
Par la suite, Darius tente de fuir vers la Bactriane. Bessos conspire alors avec d'autres satrapes dont Nabarzane contre Darius, assassiné dans les confins de la Médie en juillet 330. Darius, laissé agonisant dans un chariot, aurait été trouvé par un soldat macédonien. Les historiens ne savent pas si Bessos a principalement agi par ambition personnelle ou par désillusion envers Darius à qui il reprocherait ses choix stratégiques calamiteux. Il aurait pu avoir l'intention de livrer le roi aux Macédoniens, mais Alexandre a ordonné à ses forces de continuer à poursuivre les Perses.

### Roi autoproclamé
Bessos prend le titre de roi de Perse sous le nom d'Artaxerxès V, ce qui peut paraître légitime car il appartient à la lignée successorale au trône de Perse. Néanmoins la plupart des territoires de l'empire achéménide ont été conquis et son autorité s'étend sur les provinces non encore conquises par les Macédoniens. C'est pourquoi les historiens ne le considèrent généralement pas comme un roi officiel de Perse. Alexandre décide de poursuivre l'« usurpateur », qui l'a en outre privé d'un trophée.
Bessos choisit de se réfugier en Bactriane afin d'organiser la résistance depuis les satrapies orientales, contraignant Alexandre à déplacer ses forces depuis l'Hindou Kouch pour réprimer le soulèvement en 329 av. J.-C. Bessos fuit alors vers l'est pour rejoindre l'Oxus, cependant sa cavalerie déserte en masse. Plusieurs de ses officiers remettent alors Bessos aux Macédoniens lancés à sa poursuite.

### Capture et exécution
Obéissant à un ordre d'Alexandre, Ptolémée, commandant de l'avant-garde macédonienne, fait mettre l'ancien satrape nu sur un pieu en bois tandis que l'armée marche au pas. Alexandre questionne le prisonnier sur les raisons qui l'ont poussé à trahir Darius et à continuer la résistance aux Macédoniens. Bessos répond que la noblesse perse a convenu de détrôner leur roi hésitant. Insatisfait par ses réponses, Alexandre ordonne que le prisonnier soit fouetté puis amené à Bactres et à Hamadan pour être jugé. 
Un autre conspirateur contre Darius, le satrape d'Arie, Satibaranès, s'est auparavant rendu à Alexandre mais a été pardonné car il ne prétend pas au trône de Perse. À Hamadan, Alexandre ordonne que le nez et les lobes d'oreille de Bessos soient coupés, une coutume perse pour châtier les rebelles et régicides. L'inscription de Behistun relate ainsi que Darius le Grand a puni l'usurpateur Phraortès de Médie de la même manière.
Les sources antiques se contredisent sur la nature des tourments et l'exécution de Bessos. Quinte-Curce écrit qu'il a été crucifié à l'endroit où Darius a été tué  ; Arrien déclare lui qu'il a été torturé et décapité à Ecbatane ; quant à Plutarque il affirme que Bessos a été écartelé à Bactres, selon une méthode perse : la victime est liée par les membres à quatre arbres pliés l'un vers l'autre, les arbres étant ensuite relâchés.

### Sources antiques
- Arrien, Anabase [lire en ligne].
- Plutarque, Vies parallèles [détail des éditions] [lire en ligne].
- Quinte-Curce, L'Histoire d'Alexandre le Grand [lire en ligne].